# Zagrebački sporazum
 Ovo je glavno značenje pojma Zagrebački sporazum. Za sporazum, kojim je dokinuta talijanska okupacija Druge zone NDH pogledajte Zagrebački sporazum 1942..
Dana 29. ožujka 1994., točnije u rano jutro 30. ožujka, sklopljen je Zagrebački sporazum o prekidu vatre između Hrvatske i predstavnika pobunjenih Srba. U ime srpske strane sporazum je potpisao krajiški ministar obrane admiral Dušan Rakić, a u ime Hrvatske Hrvoje Šarinić.
Potpisan je u Veleposlanstvu Rusije u Zagrebu. Ovim sporazumom detaljno je dogovoren prekid neprijateljstava i obostrano povlačenje teškog naoružanja i vojnika s bojišnice. Tako je između sukobljenih strana uspostavljena tampon-zona široka dva kilometra, a postrojbe s obje strane su se trebale povući na određenu udaljenost. Skupština tzv. RSK je u Kninu 8. travnja donijela odluku o ratifikaciji Zagrebačkog sporazuma.

## Plan sporazuma
Od 4. travnja trebalo je uspostaviti prekid vatre. Već 5. travnja cjelokupno teško naoružanje trebalo je biti povučeno 10, odnosno 20 km od crte dodira sukobljenih strana. Postojala je mogućnost da dio teškog naoružanja ostane u skladištima smještenim u području 20 km od crte dodira. Do 8. travnja trebalo je obaviti povlačenje hrvatskih i srpskih snaga s crte dodira, odnosno one su se trebale povući najmanje jedan kilometar na "crtu razdvajanja". Do 19. travnja trebalo je dogovoriti i daljnje smanjenje snage u području dubine 10 km od crte dodira. U području između crta razdvajanja trebalo je pod nadzorom mirovnih snaga provesti i obostrano uklanjanje minskih polja. Obje sukobljene snage ipak su trebale biti na raspolaganju snagama UN-a, kako bi se u području između crta razdvajanja spriječile kriminalne radnje i održavao zakon i red. Tako je u to područje mogao ući određeni broj pripadnika hrvatske policije i srpske milicije, ali su mogli biti naoružani samo pištoljima i djelovati pod nadzorom mirovnih snaga. Hrvatska i srpska strana trebale su uspostaviti zajednička povjerenstva koja su trebala raditi na uspostavi nove "crte razdvajanja", a njima bi predsjedavao predstavnik UNPROFOR-a.

## Izvedba
Krajiški predsjednik Milan Martić je 19. travnja 1994. donio odluku o imenovanju Centralne komisije. Predsjednik joj je bio general-bojnik Mile Novaković, a članovi Nebojša Pavković, Lazar Macura i tri zamjenika. Dva dana poslije donesena je odluka o osnivanju sektorskih (Banija, Dalmacija, Lika, Kordun, zapadna Slavonija i istočna Slavonija i Baranja) i lokalnih komisija. Na pregovorima hrvatske i srpske strane održanima 24. travnja predstavnici UNPROFOR-a bili su uglavnom zadovoljni provedbom Zagrebačkog sporazuma. Zbog osjećaja nesigurnosti koji je vladao kod srpskih civila u pograničnim područjima Vlada RSK je 28. travnja donijela odluku kojom je regulirano kretanje i boravak "u bezbjednosnoj zoni prema Republici Hrvatskoj". Kretanje tim područjem bilo je dopušteno krajiškim građanima koji su živjeli na njemu, a druge osobe trebale su imati dopusnicu krajiškog MUP-a. Ako bi hrvatski ili strani državljani ušli u zonu trebaju biti uhićeni i privedeni pravosudnim tijelima RSK. Vrhovni savjet obrane RSK je na sjednici 6. lipnja zaključio da je potpisivanjem Zagrebačkog sporazuma dobiveno vrijeme za stabilizaciju stanja, a Hrvatska je pristala produžiti mandat mirovnih snaga UN-a.

## Daljnja zbivanja
Daljnji će se pregovori voditi oko gospodarskih pitanja i normalizacije života, što je ishodovalo potpisivanjem Gospodarskog sporazuma početkom prosinca 1994. Osam mjeseci poslije Hrvatska će osloboditi okupirane dijelove ozemlja i tzv. RSK prestat će postojati.